# Вуд (округ, Огайо)
41°22′ пн. ш. 83°37′ зх. д. / 41.36° пн. ш. 83.62° зх. д.
О́круг Вуд (англ. Wood County) — округ (графство) у штаті Огайо, США. Ідентифікатор округу 39173.

## Історія
Округ утворений 1820 року.

## Демографія
За даними перепису
2000 року
загальне населення округу становило 121065 осіб, зокрема міського населення було 81787, а сільського — 39278.
Серед мешканців округу чоловіків було 58604, а жінок — 62461. В окрузі було 45172 домогосподарства, 29695 родин, які мешкали в 47468 будинках.
Середній розмір родини становив 3,04.
Віковий розподіл населення поданий у таблиці:
| Стать    | До 15 років | 15-21 | 22-29 | 30-39 | 40-49 | 50-65 | 65-85 | Понад 85 |
| -------- | ----------- | ----- | ----- | ----- | ----- | ----- | ----- | -------- |
| Чоловіки | 11743       | 9427  | 7077  | 7671  | 8869  | 8459  | 4925  | 433      |
| Жінки    | 11504       | 10427 | 6710  | 8080  | 9153  | 8611  | 6759  | 1217     |

## Суміжні округи
- Лукас — північ
- Оттава — північний схід
- Сендаскі — схід
- Сенека — південний схід
- Генкок — південь
- Патнем — південний захід
- Генрі — захід

## Виноски
1. ↑  Ohio County Profiles: Wood County. Ohio Department of Development. Архів оригіналу (PDF) за 13 липня 2013. Процитовано 28 квітня 2007.
2. ↑  U.S. Decennial Census. United States Census Bureau. Архів оригіналу за 26 квітня 2015. Процитовано 11 лютого 2015.
3. ↑  Historical Census Browser. University of Virginia Library. Архів оригіналу за 11 серпня 2012. Процитовано 11 лютого 2015.
4. ↑  Forstall, Richard L., ред. (27 березня 1995). Population of Counties by Decennial Census: 1900 to 1990. United States Census Bureau. Архів оригіналу за 14 лютого 2015. Процитовано 11 лютого 2015.
5. ↑  Census 2000 PHC-T-4. Ranking Tables for Counties: 1990 and 2000 (PDF). United States Census Bureau. 2 квітня 2001. Архів оригіналу (PDF) за 18 грудня 2014. Процитовано 11 лютого 2015.
6. ↑  State & County QuickFacts. United States Census Bureau. Архів оригіналу за 22 липня 2011. Процитовано 11 лютого 2015.(англ.) Наведено за англійською вікіпедією.
7. ↑  American FactFinder. Бюро перепису населення США. Архів оригіналу за 26 лютого 2012. Процитовано 31 січня 2008.

| США | Це незавершена стаття з географії США. Ви можете допомогти проєкту, виправивши або дописавши її. |